# Noughts + Crosses
Noughts + Crosses est une série télévisée britannique, adaptée du roman Entre chiens et loups de Malorie Blackman, et diffusée depuis le 5 mars 2020 sur BBC One. 
L'action se déroule dans un univers alternatif où les Primas (Crosses) ont la peau noire et dominent les Nihils (Noughts), à la peau blanche.
Cette série est inédite dans tous les pays francophones.

## Contexte de la série
Bien qu'adaptée de l'œuvre de Malorie Blackman, la série présente un contexte actuel différent.
La série se déroule de nos jours, à Londres. Après plus de 700 ans de conflits dans le monde, l'Afrique a formé un empire (Aprica) et a colonisé l'Europe. Celle-ci est scindée en plusieurs parties : Albion règne sur la Grande-Bretagne et l'Irlande, tandis que le Mali et les Maures gouvernent d'autres parties. La Russie et les Balkans sont toujours en guerre contre l'Afrique colonisatrice. L'Afrique de l'Est est toutefois contrôlée par l'Empire ottoman. 
L'action se déroule à Albion, qui possède son propre gouvernement, même s'il reste attaché à l'Empire Aprica. 
Au cours du XXe siècle, la ségrégation raciale explose entre les descendants africains (Primas ou Crosses en langue originale) et les natifs européens (Nihils ou Noughts en langue originale).

## Distribution

### Acteurs principaux
- Masali Baduza : Persephone « Sephy » Hadley
- Jack Rowan : Callum McGregor
- Paterson Joseph : Kamal Hadley
- Bonnie Mbuli : Jasmine Hadley
- Kiké Brimah : Minerva Hadley
- Ian Hart : Ryan McGregor
- Helen Baxendale : Meggie McGregor
- Josh Dylan : Jude McGregor
- Shaun Dingwall (en) : Jack Dorn

### Acteurs secondaires
- Jonathan Ajayi : Lekan Baako
- Jodie Tyack : Elaine Sawyer
- Stormzy : Kolawale
- Luke Bailey (en) : Yaro Baloyi Hadley

## Tournage
À partir de novembre 2018, BBC annonce la distribution principale de la série.
Le tournage de la série a eu lieu en Afrique du Sud. La maison familiale des Hadley se situe à Constantia. Des scènes ont également été tournées à Le Cap.

## Épisodes
Les épisodes seront réalisés par Julian Holmes et Koby Adom, et scénarisés par Lydia Adetunji, Nathaniel Price et Rachel De-Lahay.
La première saison de six épisodes, sans titres, est diffusée du 5 mars au 9 avril 2020, et la deuxième saison de quatre épisodes du 26 avril au 17 mai 2022.